# Списак места Светске баштине у Летонији
Организација Уједињених нација за образовање, науку и културу (УНЕСKО) означава локалитете светске баштине. Ови локалитети имају универзалну вредност, као културна или природна баштина. Локалитете номинује земаља потписнице Конвенције о Светској баштини УНЕСКО-а, установљене 1972. године. Културно наслеђе се састоји од споменика (као што су архитектонска дела, монументалне скулптуре или натписи), групе зграда и локалитета (укључујући археолошка налазишта). Природне карактеристике (које се састоје од физичких и биолошких формација), геолошке и физиографске формације (укључујући станишта угрожених врста животиња и биљака), природни локалитети који су важни са становишта науке, очувања или природне лепоте, дефинишу се као природне наслеђе.
Летонија је потписала конвенцију 10. јануара 1995. године. На листи се налазе три локалитета, сва су наведена због свог културног значаја. Најновија локација додата на листу је Стари град Кулдига, 2023. године. Струвеов геодетски лук је транснационални локалитет и дели се са девет других земаља. Поред тога, Летонија је навела три локалитета на  прелиминарној листи.

## Списак локалитета
УНЕСКО сврстава локалитете под десет критеријума; сваки локалитет мора да испуњава барем један од критеријума. Критеријуми од I до VI су културни, а од VII до X су природни.
| Локалитет                 | Фотографија                                       | Локација                 | Година уписа | УНЕСКО подаци               | Опис |
| ------------------------- | ------------------------------------------------- | ------------------------ | ------------ | --------------------------- | --- |
| Историјско језгро Риге    | A house with a decorated facade at night          | Рига                     | 1997.        | 852; i, ii (култура)        | Рига je основана 1201. године. Град је био важан део Ханзе од 13. до 15. века. Из тог периода није сачувано много здања јер су били уништени у пожарима или ратовима. Касније је Рига имала брзу експанзију током 19. и почетком 20. века, када је изграђен велики броја грађевина у стилу сецесије. У Риги је највећа концентрација сецесијских зграда у Европи. На фотографији је приказана Кућа Црноглавих. |
| Струвеов геодетски лук*   | Rock with a memorial plate                        | Општина Ергли, Јекабпилс | 2005.        | 1187, ii, iii, vi (култура) | Струвеов геодетски лук представља серију триангулационих тачака које се протежу на удаљености од 2.820 km, од Хамерфеста у Норвешкој до Црног мора. Ове тачке су успостављене током мерења које је спровео астроном Фридрих Георг Вилхелм фон Струве, који је први прецизно измерио дугачак сегмент једног меридијана а тиме и величину и облик Земље. Првобитно је било 265 тачака, а Унесков локалитет Светске баштине обухвата 34 тачке у десет земаља: Норвешка, Шведска, Финска, Русија, Естонија, Летонија, Литванија, Белорусија, Молдавија, Украјина), од којих се две налазе у Летонији (на фотографији је приказан маркер на брду Сесту-Калнс). |
| Историјски центар Кулдиге | Liepājas iela (street) in the old town of Kuldīga | Кулдига                  | 2023.        | 1658; v (култура)           | Историјски центар Кулдиге добро је очуван и потиче из периода од краја 16. до 18. столећа, када је град био административни центар Војводства Курландије и Семигалије. Мешавина архитектонских стилова одражава културну размену са земљама на Балтичком мору. |

## Прелиминарни списак
Поред локалитета уписаних на листу светске баштине, државе чланице могу да одржавају тентативну листу локалитета, који касније могу да буду размотрени за званичну номинацију и заштиту. Номинације за укључење на списак светске баштине се прихватају само ако је локалитет претходно био наведен на прелиминарној листи. Летонија је навела три локалитета на својој прелиминарној листи.
| Локалитет                                | Фотографија                                             | Локација                               | Година уписа | УНЕСКО подаци         | Опис |
| ---------------------------------------- | ------------------------------------------------------- | -------------------------------------- | ------------ | --------------------- | --- |
| Меандри Горње Двине                      | A view at a river and surroundings                      | Река Двина од Пиједрује до Даугавпилса | 2011.        | v, viii, x (мешовито) | Долину Горње Двине одликуј занимљиви постглацијалним облицима рељефа који су настали пре 13–15 хиљада година. Ово подручје је насељено неколико хиљада година и обухвата неколико типова културно значајних аспеката: ритуалне (сакрални објекти, праисторијске некрополе, гробља и крстови), друштвене и економске (урбанизација, сеоска насеља). |
| Археолошки ансамбл Гробиња               | Remains of a hillfort, covered by grass and trees       | Грдобиња                               | 2017.        | iii (култура)         | Грдобиња обухвата остатке насеља и некропола који потичу из периода од 7. до 9. столећа, када су Скандинавци започели прекоморске миграције. Гробиња је била насеље у коме су Скандинавци живели са локалним становништвом, Куронацима, што је допринело културној размени.                                                                        |
| Ансамбл палате Рундале са вртом и парком | Frontal view of a large palace with a fountain in front | Општина Рундале                        | 2021.        | i, ii, iv (култура)   | Барокну палату, са вртом и шумским парком, пројектовао је италијански архитекта Франческо Бартоломео Растрели. Изграђена је као летња резиденција за војводе Курландије. Почетак изградње почео је1730-их, док је ентеријер добио нови изглед у позном рококо стилу током 1760-их. Палата је сачувала укупан изворни изглед из 18. столећа.        |